# ماتریس پوچ‌توان
در جبر خطی، به یک ماتریس همانند {\displaystyle N} پوچ‌توان گویند اگر برای عدد صحیح مثبتی همچون {\displaystyle k} داشته باشیم:
{\displaystyle N^{k}=0\,}
کوچک‌ترین چنین {\displaystyle k}ی شاخص ماتریس {\displaystyle N} نامیده می‌شود، گاهی چنین {\displaystyle k}ی درجهٔ {\displaystyle N} نیز خوانده می‌شود.
به‌طور کلی‌تر، تبدیل پوچ‌توان یک تبدیل خطی همچون {\displaystyle L} روی یک فضای برداری است به‌گونه‌ای که {\displaystyle L^{k}=0} برای عدد صحیح مثبتی همچون {\displaystyle k} (و بنابراین، {\displaystyle L^{j}=0} برای همه {\displaystyle j\geq k}). هر دوی این مفاهیم موارد خاصی از یک مفهوم کلی تر از nilpotence هستند که در مورد عناصر حلقه‌ها اعمال می‌شود.

## مثال‌ها

### مثال ۱
ماتریس
{\displaystyle A={\begin{bmatrix}0&1\\0&0\end{bmatrix}}}
پوچ‌توان با شاخص ۲ است، زیرا {\displaystyle A^{2}=0}.

### مثال ۲
به طور کلی، هر {\displaystyle n}-ماتریس مثلثی بعدی با صفرها در امتداد قطر اصلی پوچ‌توان است، با شاخص {\displaystyle \leq n} . به عنوان مثال، ماتریس
{\displaystyle B={\begin{bmatrix}0&2&1&6\\0&0&1&2\\0&0&0&3\\0&0&0&0\end{bmatrix}}}
پوچ‌توان است، با
{\displaystyle B^{2}={\begin{bmatrix}0&0&2&7\\0&0&0&3\\0&0&0&0\\0&0&0&0\end{bmatrix}};\ B^{3}={\begin{bmatrix}0&0&0&6\\0&0&0&0\\0&0&0&0\\0&0&0&0\end{bmatrix}};\ B^{4}={\begin{bmatrix}0&0&0&0\\0&0&0&0\\0&0&0&0\\0&0&0&0\end{bmatrix}}.}
شاخص {\displaystyle B} بنابراین ۴ است.

### مثال ۳
اگرچه مثال‌های بالا دارای تعداد زیادی درایه صفر هستند، اما یک ماتریس پوچ‌توان لزوماً اینطور نیست؛ مثلاً،
{\displaystyle C={\begin{bmatrix}5&-3&2\\15&-9&6\\10&-6&4\end{bmatrix}}\qquad C^{2}={\begin{bmatrix}0&0&0\\0&0&0\\0&0&0\end{bmatrix}}}
اگرچه ماتریس هیچ درایه صفر ندارد.

### مثال ۴
علاوه بر این، هر ماتریس به شکل
{\displaystyle {\begin{bmatrix}a_{1}&a_{1}&\cdots &a_{1}\\a_{2}&a_{2}&\cdots &a_{2}\\\vdots &\vdots &\ddots &\vdots \\-a_{1}-a_{2}-\ldots -a_{n-1}&-a_{1}-a_{2}-\ldots -a_{n-1}&\ldots &-a_{1}-a_{2}-\ldots -a_{n-1}\end{bmatrix}}}
همانند دو ماتریس
{\displaystyle {\begin{bmatrix}5&5&5\\6&6&6\\-11&-11&-11\end{bmatrix}}}و {\displaystyle {\begin{bmatrix}1&1&1&1\\2&2&2&2\\4&4&4&4\\-7&-7&-7&-7\end{bmatrix}}}
پوچ‌توان هستند.

### مثال ۵
شاید از بارزترین نمونه‌های ماتریس‌های پوچ‌توان ماتریس‌های مربع شکل زیر باشند:
{\displaystyle {\begin{bmatrix}2&2&2&\cdots &1-n\\n+2&1&1&\cdots &-n\\1&n+2&1&\cdots &-n\\1&1&n+2&\cdots &-n\\\vdots &\vdots &\vdots &\ddots &\vdots \end{bmatrix}}}
که چند مورد اول عبارتند از:
{\displaystyle {\begin{bmatrix}2&-1\\4&-2\end{bmatrix}}\qquad {\begin{bmatrix}2&2&-2\\5&1&-3\\1&5&-3\end{bmatrix}}\qquad {\begin{bmatrix}2&2&2&-3\\6&1&1&-4\\1&6&1&-4\\1&1&6&-4\end{bmatrix}}\qquad {\begin{bmatrix}2&2&2&2&-4\\7&1&1&1&-5\\1&7&1&1&-5\\1&1&7&1&-5\\1&1&1&7&-5\end{bmatrix}}\qquad \ldots }
این ماتریس‌ها پوچ‌توان هستند اما هیچ درایه صفری در ماتریس توان‌های کمتر از شاخص آن‌ها وجود ندارد.

### مثال ۶
فضای برداری چندجمله‌ای‌های درجه متناهی را در نظر بگیرید. عملگر مشتق یک تبدیل خطی است. می‌دانیم که اعمال مشتق روی یک چندجمله‌ای درجه آن را یک بار کاهش می‌دهد، بنابراین با تکرار این عمل، در نهایت صفر را به دست خواهیم آورد؛ بنابراین، در چنین فضایی، مشتق با یک ماتریس پوچ‌توان قابل نمایش است.

## توصیف
برای هر ماتریس مربعی {\displaystyle N\in {\mathcal {M}}_{n}(\mathbb {R} )} با درایه‌های حقیقی (مختلط)، موارد زیر هم‌ارز هستند:
- {\displaystyle N} یک ماتریس پوچ‌توان است.
- چندجمله‌ای مشخصه این ماتریس با {\displaystyle \det \left(xI-N\right)=x^{n}} برابر است.
- چندجمله‌ای مینمال این ماتریس برابر است با {\displaystyle x^{k}} برای یک عدد صحیح مثبت {\displaystyle k\leq n}.
- تنها مقدار ویژه مختلط {\displaystyle N} برابر با ۰ است.

طبق قضیه فوق، چند نتیجه چندین نتیجه خواهیم داشت، از جمله:
- شاخص هر ماتریس پوچ‌توان {\displaystyle N\in {\mathcal {M}}_{n}(\mathbb {R} )} همیشه کمتر مساوی {\displaystyle n} است. برای مثال مربع هر ماتریس پوچ‌توان {\displaystyle 2\times 2} همیشه صفر است.
- دترمینان و رد ماتریس‌های پوچ‌توان همیشه صفر است؛ بنابراین هیچ ماتریس پوچ‌توانی، معکوس‌پذیر نیست.
- تنها ماتریس قطری‌پذیر پوچ‌توان ماتریس مربعی صفر است.